# ...And Then There Were Three...
Albums de Genesis
Seconds Out
(1977) Duke
(1980)
Singles
1. Follow You Follow Me
Sortie : 25 février 1978
2. Many Too Many
Sortie : juin 1978

…And Then There Were Three… est le neuvième album studio du groupe britannique de rock progressif  Genesis. Il sort en avril 1978 sur le label Charisma et est produit par David Hentschel et le groupe.

## Historique
Comme l'indique son titre, tiré de la comptine Ten Little Indians, il s'agit du premier album où le groupe est réduit à un trio, à la suite du départ du guitariste Steve Hackett l'année précédente. Ne reste plus alors que Phil Collins, Tony Banks et Mike Rutherford,. De là le titre de l'album, ... et ils ne furent plus que trois.  Pour pallier l'absence de guitariste, Rutherford joue, en plus de la basse, toutes les guitares sur l'album.
L'album est enregistré en septembre et octobre 1977 dans les studios Relight à Hilvarenbeek aux Pays-Bas.
…And Then There Were Three… se classe no 3 des ventes au Royaume-Uni et no 14 aux États-Unis, les meilleures performances du groupe jusqu'alors. Ce succès s'explique en partie par celui du single Follow You Follow Me, qui se classe 7e au Royaume-Uni et 23e aux États-Unis. En France, il atteint la 2e des classements et se vend à 271 800 exemplaires. Il annonce la direction que prendra la musique de Genesis sur les albums à venir, moins progressive et plus pop.
Le pressage français du vinyle (Charisma 9103 121) comporte un insert des paroles traduites en français par Claude Reimbold : Ainsi donc nous voilà trois.

## Titres

### Face 1
| No | Titre         | Auteur                                    | Durée |
| -- | ------------- | ----------------------------------------- | ----- |
| 1. | Down and Out  | Tony Banks, Phil Collins, Mike Rutherford | 5:26  |
| 2. | Undertow      | Banks                                     | 4:46  |
| 3. | Ballad of Big | Banks, Collins, Rutherford                | 4:50  |
| 4. | Snowbound     | Rutherford                                | 4:31  |
| 5. | Burning Rope  | Banks                                     | 7:10  |

### Face 2
| No | Titre                       | Auteur                     | Durée |
| -- | --------------------------- | -------------------------- | ----- |
| 1. | Deep in the Motherlode      | Rutherford                 | 5:15  |
| 2. | Many Too Many               | Banks                      | 3:31  |
| 3. | Scenes From a Night's Dream | Banks, Collins             | 3:30  |
| 4. | Say It's Alright Joe        | Rutherford                 | 4:21  |
| 5. | The Lady Lies               | Banks                      | 6:08  |
| 6. | Follow You, Follow Me       | Banks, Collins, Rutherford | 4:02  |

## Musiciens
- Phil Collins : chant, chœurs, batterie, percussions.
- Tony Banks :  claviers.
- Mike Rutherford : basse, guitare électrique 6 cordes et guitare acoustique 12 cordes, pédalier basse Moog Taurus.

## Charts et certifications
| Pays             | Durée du classement | Meilleur classement |
| ---------------- | ------------------- | ------------------- |
| Allemagne        | 42 semaines         | 2e                  |
| Autriche         | 8 semaines          | 17e                 |
| Canada           | 20 semaines         | 11e                 |
| États-Unis       | 33 semaines         | 14e                 |
| France           | 66 semaines         | 2e                  |
| Italie           | -                   | 6 e                 |
| Norvège          | 14 semaines         | 7e                  |
| Nouvelle-Zélande | 12 semaines         | 10e                 |
| Pays-Bas         | 15 semaines         | 8e                  |
| Royaume-Uni      | 32 semaines         | 3e                  |
| Suède            | 4 semaines          | 22e                 |
| Suisse           | 3 semaines          | 13e                 |

| Pays        | Certification | Ventes      | Date       |
| ----------- | ------------- | ----------- | ---------- |
| Allemagne   | Or            | 250 000 +   | 1978       |
| Canada      | Or            | 50 000 +    | 01/05/1978 |
| États-Unis  | Platine       | 1 000 000 + | 11/02/1988 |
| France      | Or            | 270 000 +   | 1978       |
| Royaume-Uni | Or            | 100 000 +   | 14041978   |

### Charts singles
| Année | Single               | Chart               | Durée du classement | Position |
| ----- | -------------------- | ------------------- | ------------------- | -------- |
| 1978  | Follow You Follow Me | Hot 100             | 16 semaines         | 23e      |
| 1978  | Follow You Follow Me | UK Singles Chart    | 13 semaines         | 7e       |
| 1978  | Follow You Follow Me | Allemagne           | 28 semaines         | 8e       |
| 1978  | Follow You Follow Me | Autriche            | 4 semaines          | 15e      |
| 1978  | Follow You Follow Me | Belgique (V)        | 2 semaines          | 26e      |
| 1978  | Follow You Follow Me | RPM Top Singles     | 17 semaines         | 25e      |
| 1978  | Follow You Follow Me | Top 100             | 12 semaines         | 12e      |
| 1978  | Follow You Follow Me | Nouvelle-Zélande    | 9 semaines          | 22e      |
| 1978  | Follow You Follow Me | Pays-Bas            | 5 semaines          | 9e       |
| 1978  | Follow You Follow Me | Schweizer Hitparade | 11 semaines         | 6e       |
| 1978  | Many Too Many        | UK Singles Chart    | 5 semaines          | 43e      |
| 1978  | Many Too Many        | Single Top 100      | 6 semaines          | 41e      |